# Lista de composições de Max Bruch

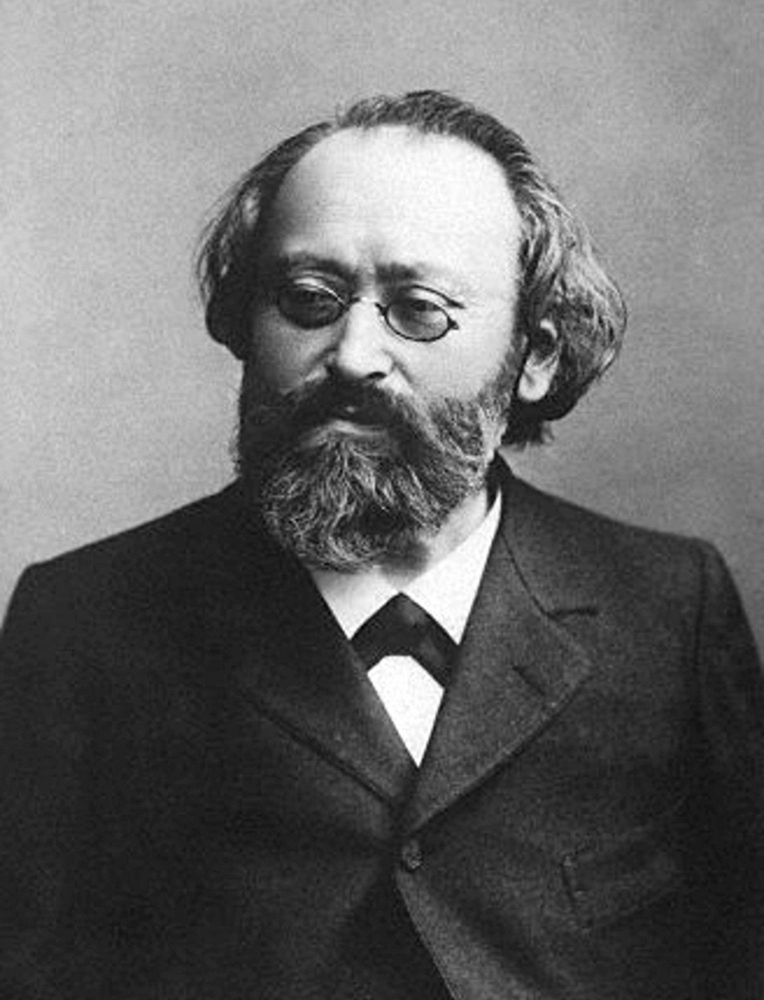
Max Bruch

Esta lista de composições de Max Bruch está organizada por gênero musical.

## Obras para orquestra
- Suite sobre temas russos, Op. 79b
- Sinfonia n. 1 em mi bemol maior, Op. 28
- Sinfonia n. 2 em fá menor, Op. 36
- Sinfonia n. 3 em mi maior, Op. 51

## Obrasconcertantes
- Adagio appassionato para violino e orquestra  em dó sustenido menor, Op. 57
- Adagio sobre temas Celtic para violoncelo e orquestra, Op. 56
- Ave Maria para violoncelo e orquestra, Op. 61
- Canzone para violoncelo e orquestra, Op. 55
- Concerto para clarinete, viola, e orquestra em mi menor, Op. 88
- Concerto para dois pianos e orquestra em lá bemol menor, Op. 88a
- Kol Nidrei para violoncelo e orquestra, Op. 47
- Konzertstück para violino e orquestra em fá sustenido menor, Op. 84
- In Memoriam, adagio para violino e orquestra, Op. 65
- Romance para viola e orquestra em fá maior, Op. 85
- Romance para violino e orquestra em lá menor, Op. 42
- Scottish Fantasy para violino e orquestra em mi bemol maior, Op. 46
- Concerto para violino n. 1 em sol menor, Op. 26
- Concerto para violino n. 2 em ré menor, Op. 44
- Concerto para violino n. 3 em ré menor, Op. 58
- Serenata para violino em lá menor, Op. 75

## Óperas
- Claudine von Villa Bella, Op. póstuma
- Die Loreley, Op. 16
- Hermione, Op. 40
- Scherz, List und Rache, Op. 1

## Obras para coral
- Odysseus, para vozes solo, coro (SATB), e orquestra, Op. 41
- Die Glocke, oratório para vozes solo, coro (SATB), e orquestra, depois de Das Lied von der Glocke de Friedrich Schiller, Op. 45 (1872)

## Obras de câmara
- Oito peças para clarinete, viola, e piano, Op. 83
- Octeto para cordas em si bemol maior, Op. póstuma (1920)
- Piano Trio em dó menor, Op. 5
- Quinteto para pianos em sol menor, Op. póstuma (1886)
- Fantasia para dois pianos, Op. 11
- Septeto em mi bemol maior, Op. póstuma (1849) de:Septett Es-Dur (Bruch)
- Quarteto de cordas n. 1 em dó menor, Op. 9
- Quarteto de cordas n. 2 em mi maior, Op. 10
- Quinteto de cordas em lá menor, Op. póstuma (1918)
- Quinteto de cordas em mi bemol maior, Op. póstuma (1918)

## Lieder
- Cinco canções, Op. 97
- Cinco canções para Baritone, Op. 59
- Quatro canções, Op. 15
- Quatro canções, Op. 18
- Quatro canções, Op. 33
- Hymnus, Op. 13
- Lieder für gemischten Chor, Op. 86
- Lieder und Gesänge, Op. 49
- Sete Part-songs, Op. 71
- Sete canções, Op. 6
- Siechentrost, Op. 54
- Siechentrost Lieder (Solace em Affliction), Op. 54
- Seis canções, Op. 7
- Szene der Marfa (Martha's Scene from Demetrius Schiller), Op. 80
- Dez canções, Op. 17
- Três duetos, Op. 4
- Zwölf schottische Volkslieder, Op. póstuma